# Hovedengen (Ribe)
Hovedengen i Ribe er et stor del af marsken, der er placeret nord for Ribe gamle bykerne. Mod Nord og Vest afgrænses engen af hovedvej A11 og mod sydvest af Ribe Å.
Engene vest og nordvest for byen er fredet af flere omgang. Selve Hovedengen blev fredet i 1961.
Tved Å løber gennem den nordvestligste del og slutningen af å-løbet, der løber ud i Ribe Å, blev rettet ud i forbindelse med anlæggelsen af hovedvej A11.
Eneste forbindelse til Hovedengen er via Sct. Peders Gade.

## Etymologi
Navnet Hovedengen menes at være opstået i forbindelse med en begivenhed af Hans Jessen Søhane, hvis handelsskib bliver overfaldet af sørøvere i Vesterhavet. Herefter drog Søhane ud og fandt sørøverne. Disse to dele af historien kan bekræftes.
Historien fortæller, at Søhane bragte sørøverne med tilbage til Ribe, hvor de blev dømt til halshugning og til skræk og advarsel for andre sørøvere, blev deres hoveder opstillet på engen - herfra navnet Hovedengen. Den sidste del af historien er ikke bekræftet.

## Sankt Peders Kirke
Sankt Peders Kirke menes at have være placeret et sted på Hovedengen.

## Bagvand
Når der i flere dage har været store mængder nedbør og dette har været kombineret med en stærk vestenvind, opsamles der store mængder vand, der oversvømmer store dele af Hovedengen. Man har set oversvømmelser helt op til hovedvejen. Dette fænomen kaldes bagvand.
Det opstår fordi Ribe Å fra øst løber ind gennem Ribe, men når Ribe Kammersluse er lukket grundet vestenvinden, opsamles vandet på Hovedengen.

## Ribe Dyrskue
Ribe Dyrskue afholdes årligt på Hovedengen.

## Merethas grav
Meretha var det sidste skib, der blev produceret i Ribe. Skibet blev købt tilbage til byen og lå ved Skibbroen. Skibet var mere end 100 år og i langt dårligere stand, end man havde håbet. Der var ikke penge til at vedligeholde skibet og til sidst besluttede man at grave det ned i Hovedengen - omkring det sted, lige over for Ribe Roklub. Sammen med skibet blev der nedgravet en cylinder, der beskriver skibets historie.

## Begivenheder

### Tulipanfesten
Den årlige Tulipanfest afholdes på Hovedengen.

### Classic Cars tirsdag
I sommerhalvåret, hver tirsdag aften mødes veteranbiler og andre special biler på Hovedengen mellem 18-20.00